# Хосе Бальсека
Хосе Вісенте Бальсека Баамонде (ісп. José Vicente Balseca Bahamonde; нар. 19 серпня 1933, Гуаякіль — пом. 15 вересня 2019, Нью-Йорк) — еквадорський футболіст, який грав на позиції нападника. Всю кар'єру провів у складі клубу «Емелек», грав також у складі збірної Еквадору на 5 чемпіонатах Південної Америки.

## Біографія
Хосе Бальсека розпочав виступи на футбольних полях у 1951 році в складі клубу «Емелек», у якому провів усю свою кар'єру гравця. У складі команди був одним із основних гравців атакувальної ланки команди. З 1953 до 1966 року футболіст грав також у складі збірної Еквадору, та був у її складі на 5 чемпіонатах Південної Америки: 1953 року, 1955 року, 1957 року, 1959 року в Еквадорі, і 1963 року. Після завершення виступів за «Емелек» у 1966 році виїхав до США з наміром продовжити там футбольну кар'єру. Помер Хосе Бальсека 15 вересня 2019 року в Нью-Йорку.